# Ribafeita
Ribafeita is een plaats (freguesia) in de Portugese gemeente Viseu en telt 1461 inwoners (2001).